# John Woodland Crisfield
John Woodland Crisfield (ur. 8 listopada 1806, zm. 12 stycznia 1897) – amerykański polityk. Dwukrotnie był przedstawicielem stanu Maryland w Izbie Reprezentantów Stanów Zjednoczonych, najpierw w latach 1847–1849 reprezentując szósty okręg wyborczy, a w latach 1861–1863 pierwszy okręg wyborczy w tym stanie.